# Artch
Artch är en norsk heavy metal-grupp bildad 1982 av Cato André Olsen (Cat Andrew) och Bernt Jansen. Senare tillkom Jørn Jamissen och Geir Nilssen (Gill Niel) från bandet Oxygen. Gruppen var mest verksam under 1980- och början av 1990-talet. 

## Medlemmar
Nuvarande medlemmar
- Eric Hawk (Eiríkur Hauksson) – sång (1986–1991, 1993, 2000– )
- Gill Neil (Geir Nilssen) – gitarr (1983–1991, 1993, 2000– )
- Cat Andrew (Cato André Olsen) – gitarr (1982–1991, 1993, ?– )
- Brent Jansen (Bernt Jansen) – basgitarr (1983–1991, 1993, ?– )
- Jack Jamies (Jørn Jamissen) – trummor (1986–1991, 1993, ?– )

Tidigare medlemmar
- Lars Fladeby – sång (?–1985)
- Espen Hoff – sång (1985, död 1985)
- Gudmund Bolsgaard – trummor (2000–?)

## Diskografi
Demo
- 1983 – Demo 1983
- 1984 – Demo 1984
- 1986 – Demo
- 1987 – Time Waits for No One[1]

Studioalbum
- 1987 – Another Return (i USA: Another Return to Church Hill)[3][4]
- 1990 – For the Sake of Mankind

Singlar
- 1988 – "Shoot to Kill" / "Reincarnation"

Video
- 2004 – Another Return - Live... And Beyond (2xDVD)